# Банка Маклсфілд

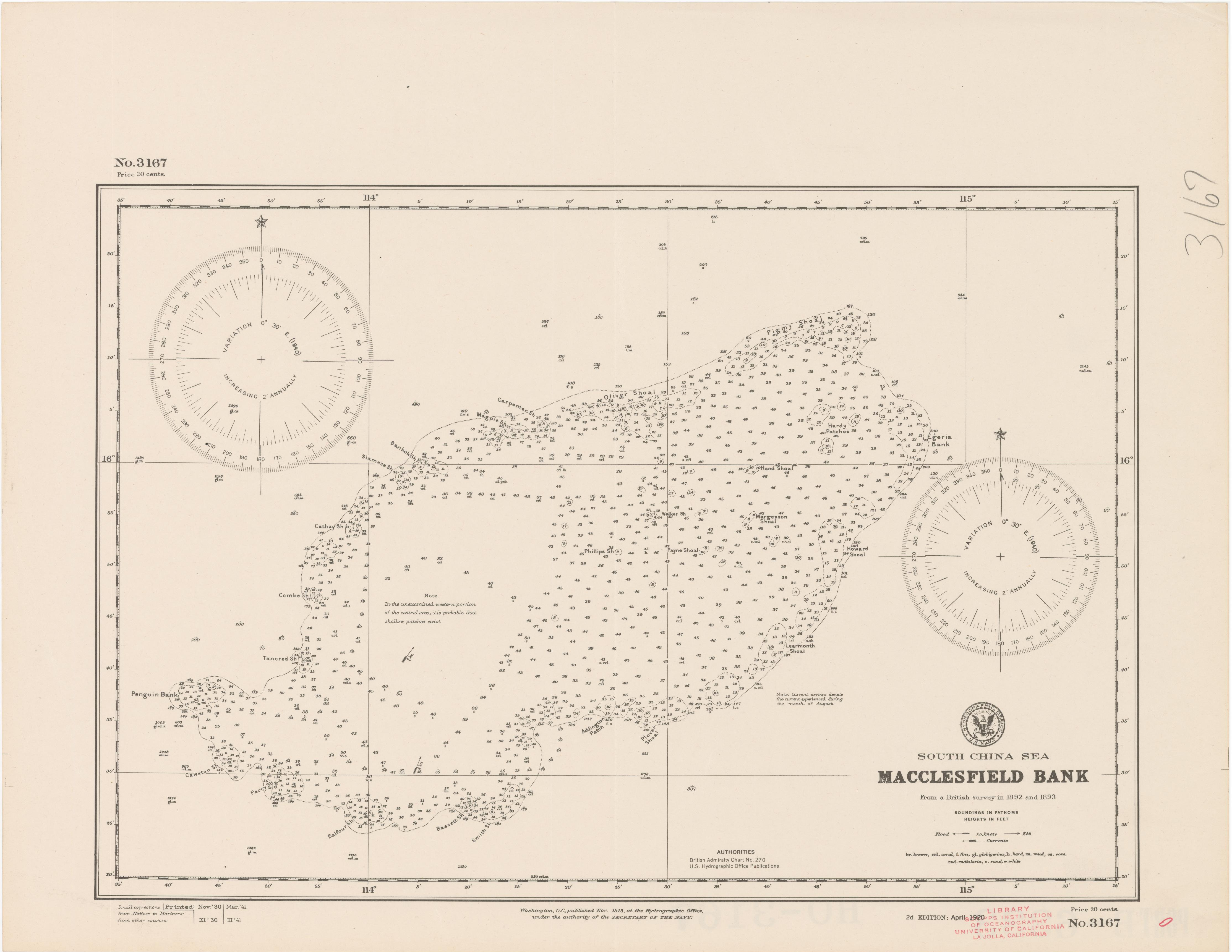
Американська морська карта 1920 року, заснована на британських дослідженнях — глибини в сажнях

Банка Маклсфілд — витягнутий затонулий атол із підводних рифів та мілин у Південнокитайському морі. Вона розташованна на схід від Парасельських островів, на південний захід від острова Пратас та на північ від островів Спратлі. Її довжина з південного заходу на північний схід становить близько 130 км (81 миля), а ширина в найширшій частині — близько 70 км (43 миля). З акваторією океану 6 448 км2 (2 490 миля2) це один із найбільших атолів у світі.  Банка Маклсфілд є частиною того, що Китай називає островами Чжунша, що включає низку географічно відокремлених підводних об’єктів, а також відноситься до адміністративного поділу на рівні району.

## Історія
Повідомляється, що банки Маклсфілд були названі на честь британського корабля під назвою Macclesfield, хоча існує певна неясність, яке це судно було. Згідно з однією версією, судном був Ост-індійський корабель Маклсфілд британської Ост-Індійської компанії, яке на початку 1701 року, повертаючись до Англії з Китаю, нанесла на карту та записала мілини. Інша історія походження приписує назву до HMS Macclesfield, який, як повідомляється, сів на мілину поблизу цих мілин у 1804 році. 

## Нотатки
1. ↑  Одна з проблем із цим приписуванням полягає в тому, що немає записів про жодне судно Royal Navy під назвою HMS Macclesfield.[8][9] Крім того, немає жодних записів про Ост-індійця під назвою Macclesfield у 1804 році.[10]